# Tomas Erik Adlercreutz
Tomas Erik Robert Adolf Adlercreutz, född 6 augusti 1819 i Sjundeå i Storfurstendömet Finland, död 5 juni 1887 i Sjundeå, var en finlandssvensk jurist, godsägare och lantdagsman.

## Biografi
Tomas Erik Robert Adolf Adlercreutz föräldrar var modern Hedvig Bergman och fadern Carl Henrik Adlercreutz, som fungerade som lagman och häradshövding. 
Adlercreutz tog studenten år 1836 och avlade domarexamen år 1842. Han tjänstgjorde som hovrättsextranotarie vid Åbo hovrätt två år senare. Adlercreutz ägde Sjundby slott i Sjundeå.
Han gifte sig med Amalia Matilda Printz år 1847, men hon avled år 1859. Tillsammans fick de sonen Henrik Thomas Adlercreutz. År 1861 gifte Tomas Erik om sig med Selma Elvira Antoinetta Printz.
Adlercreutz var ridderskapet och adelns lantdagsledamot vid lantdagen 1872 och 1882.